# Heinkel HD 55
Die Heinkel HD 55 war ein deutsches katapultierfähiges Flugboot der 1930er-Jahre. Es war das erste bei Heinkel in Serie gebaute Flugboot und wurde ausschließlich für die sowjetische Marine (WMF) entwickelt. Dort wurde es unter der Bezeichnung KR-1 (für Korabelni Raswedtschik, russisch Корабелний разведчик = Schiffsaufklärer) eingesetzt. HD steht für Heinkel-Doppeldecker

## Geschichte
Um den Kampfwert der von der Kaiserlich Russischen Marine nach der Revolution übernommenen Schlachtschiffe und Kreuzer zu steigern, entschloss sich die sowjetische Führung, diese mit Flugzeugkatapulten und den dazugehörigen Flugzeugen auszustatten. Die inländische Flugzeugindustrie besaß jedoch keinerlei Erfahrung im Bau von Wasserflugzeugen und deren Startvorrichtungen. So sah man sich gezwungen, ausländische Typen zu kaufen. Da der Flugzeughersteller Heinkel bereits 1927 mit der HD 15 Versuche mit einem Katapult-Flugboot durchgeführt hatte, sprach Anfang 1930 der stellvertretende Chef der sowjetischen Luftstreitkräfte Jakow Alksnis persönlich bei Ernst Heinkel vor, um die Entwicklung eines Exemplars in Auftrag zu geben. Das Flugzeug sollte einen einheimischen Bristol-Jupiter-Lizenzmotor M-22 erhalten, weshalb in der Bestellung die Antriebe nicht enthalten waren.

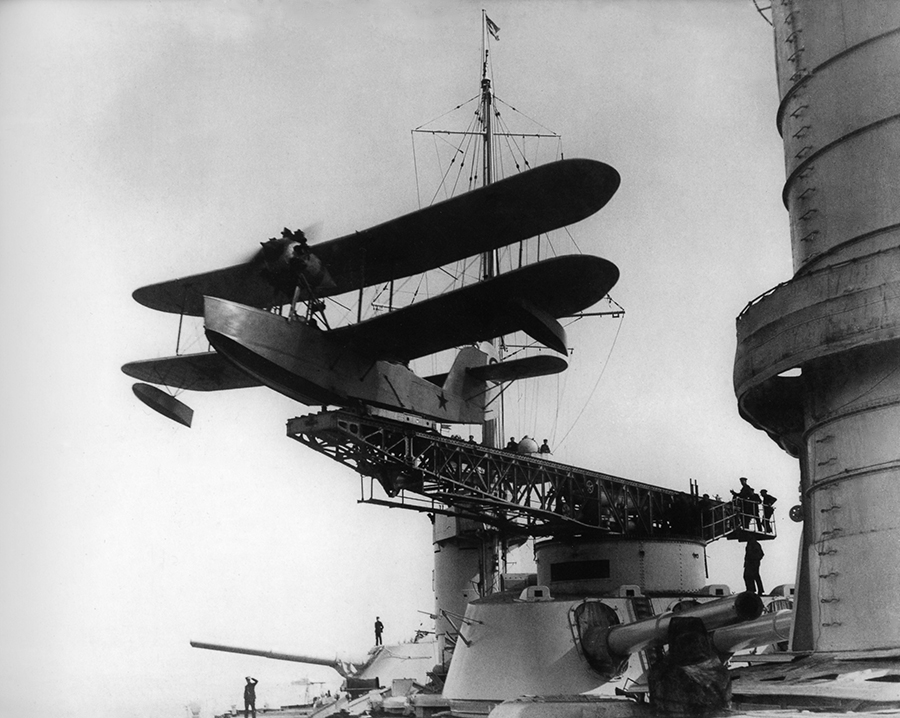
Katapultstart einer KR-1 von Bord der „Parischskaja Kommuna“

Heinkel orientierte sich bei der Konstruktion an der HD 15 und schloss den Bau in kürzester Zeit ab. Der größte Unterschied zu dieser bestand in einem geänderten Tragwerk. Da die sowjetische Seite beiklappbare Flügel forderte, wurde die gestaffelten, durchgehenden und durch N-Stiele verbundenen Tragflächen der HD 15 verworfen. Stattdessen wurde ein Mittelstück entwickelt, an das die mit senkrechten I-Stielen miteinander verbundenen Außenflächen oben und unten angeschlagen wurden. Für die in Deutschland durchgeführten Tests wurde ein Siemens-Halske-Triebwerk (370 kW), ebenfalls eine Bristol-Jupiter-Lizenz, aber etwas leistungsstärker als der M-22, installiert. Gleichzeitig wurde das dazugehörige mit Pressluft betriebene Katapult K 3 gebaut und auf einem extra dafür angeschafften Prahm installiert. Am 30. Januar 1930 führte der Prototyp seinen ersten erfolgreichen Katapultstart aus. Anschließend erfolgte die Abnahme des als HD 55 bezeichneten Prototyps sowie des Katapults durch eine sowjetische Kommission. Der Pilot K. N. Ganulitsch wurde in die Handhabung eingewiesen. Gleichzeitig erfolgte eine Bestellung über 20 Maschinen, die kurze Zeit später um weitere 20 erhöht wurde. Andere Quellen sprechen von insgesamt 30 bestellten Flugzeugen.
Die HD 55 wurde in die Sowjetunion gebracht, wo bereits im März 1930 nach dem Einbau eines M-22 im Hafen von Leningrad die Erprobung durch den Piloten Germitschew begann, wegen des noch nicht eisfreien Hafenbeckens allerdings mit Skifahrwerk. Die gelieferten HD 55/KR-1 wurden auf Schiffen der Schwarzmeerflotte und der Baltischen Flotte bis 1938 eingesetzt. Abgelöst wurden sie von der KOR-1 und KOR-2. Das erste und einzige von ursprünglich zwei bestellten K-3-Katapulten wurde ebenfalls gekauft und im Oktober 1930 auf dem Schlachtschiff Parischskaja Kommuna (Pariser Kommune) und später auf dem Kreuzer Krasny Kawkas (Roter Kaukasus) eingebaut. Es erwies sich als nicht sehr zuverlässig, so dass die Bordflugzeuge zum Start öfter mit einem Kran gewassert werden mussten. Die KR-1 wurde 1938 außer Dienst gestellt und durch die KOR-1 ersetzt.
Die KR-1 war das erste von der sowjetischen Marine eingesetzte bordgestützte Flugzeug. Mit ihm und dem K 3 wurden wertvolle Erfahrungen für die Entwicklung eigener Seeflugzeuge und Bordkatapulte gesammelt.

## Konstruktion
Die KR-1 war ein in Gemischtbauweise gebauter verspannter, zweiholmiger Doppeldecker. Der Rumpf verfügte über einen zweistufigen Kiel und bestand vollständig aus Holz. Unter den mit Stoff bespannten Tragflächen befanden sich zwei Hilfsschwimmer. Im Winter konnte ein Skifahrwerk installiert werden. Der Motor befand sich spritzwassergeschützt auf einem Gestell über der Pilotenkanzel. Das Höhenleitwerk war abgestrebt.
Das Katapult K-3 wurde mit in Stahlflaschen gespeicherter Druckluft betrieben, die das auf einem Startwagen befestigte Flugzeug auf eine Geschwindigkeit von 110 bis 130 km/h beschleunigten.

## Technische Daten
| Kenngröße                                                         | Daten                                                                                            |
| ----------------------------------------------------------------- | ------------------------------------------------------------------------------------------------ |
| Besatzung                                                         | 2 (Pilot/Bordschütze)                                                                            |
| Länge                                                             | 10,35 m                                                                                          |
| Spannweite                                                        | 14,00 m                                                                                          |
| Höhe                                                              | 4,28 m                                                                                           |
| Flügelfläche                                                      | 56,9 m²                                                                                          |
| Leermasse                                                         | 1520 kg                                                                                          |
| Startmasse                                                        | 2270 kg                                                                                          |
| Triebwerk                                                         | ein luftgekühlter Neunzylinder-Viertakt-Sternmotor M-22                                          |
| Startleistung Kampf- und Steigleistung Nennleistung Dauerleistung | 530 PS (390 kW) 510 PS (375 kW) am Boden 470 PS (346 kW) am Boden 350 PS (257 kW) in 1000 m Höhe |
| Höchstgeschwindigkeit                                             | 194 km/h in Bodennähe                                                                            |
| Reisegeschwindigkeit                                              | 170 km/h                                                                                         |
| Landegeschwindigkeit                                              | 80 km/h                                                                                          |
| Steigzeit                                                         | 4,0 min auf 1000 m                                                                               |
| Gipfelhöhe                                                        | 4800 m                                                                                           |
| Reichweite                                                        | 800 km                                                                                           |
| Flugdauer                                                         | 5,5 h                                                                                            |